# Bataille de Cuito Cuanavale
Guerre civile angolaise
La bataille de Cuito Cuanavale est une bataille de la guerre civile angolaise qui connaît son point d'orgue du 12 au 20 janvier 1988. Elle oppose les soldats des armées angolaises et cubaines aux combattants de l'Union nationale pour l'indépendance totale de l'Angola (UNITA), soutenus par l'armée sud-africaine (SADF) intervenant pour sa part dans le cadre de la guerre sud-africaine de la frontière. Elle constitue la plus importante bataille engagée sur le continent africain depuis la Seconde Guerre mondiale. Elle est un élément déclencheur du règlement de la situation politique en Angola et en Namibie (alors Sud-Ouest africain).

## Genèse du conflit dans lequel se situe la bataille
Après une sanglante guerre d'indépendance, l'Angola connait depuis 1975 une guerre civile opposant les trois mouvements nationaux de libération (MPLA, FNLA et UNITA) et leurs alliés respectifs dans le contexte de la guerre froide.
Quand la révolution des Œillets met fin au régime salazariste au Portugal, en avril 1974, le nouveau pouvoir annonce son intention de se retirer des colonies portugaises en Afrique. En Angola, les trois mouvements nationaux de libération (MPLA, FNLA et UNITA) commencent alors immédiatement entre eux une lutte pour le pouvoir. Le FNLA, entrant en Angola par le nord, reçoit le soutien de l'armée zaïroise et de mercenaires, l'UNITA celui des États-Unis et de la France via le service Action du SDECE tandis que le MPLA reçoit le soutien de l'URSS et de l'armée cubaine. Les accords d'Alvor du 15 janvier 1975, obtenus par l'intermédiaire du Portugal, semblent permettre un rapprochement momentané des trois factions avec l'établissement d'un gouvernement d'union et l'organisation d'élections démocratiques. Selon une mission de l'Organisation de l'unité africaine, l'Union pour l'indépendance totale de l'Angola (UNITA) est alors considérée comme le probable vainqueur de la consultation. Cependant, les hostilités recommencent aussitôt sans que les élections puissent se tenir tandis qu'appuyé par l'URSS et un contingent militaire envoyé par Cuba, le Mouvement populaire de libération de l'Angola (MPLA) s'installe à Luanda.

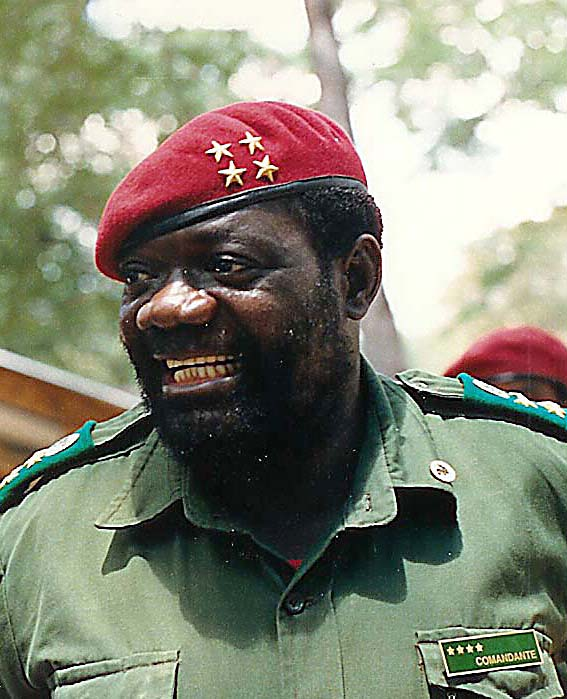
Jonas Savimbi, chef de l'UNITA.

Soutenue par les États-Unis et par la Zambie, l'armée sud-africaine franchit la frontière angolaise en octobre 1975 pour venir en aide à l'UNITA de Jonas Savimbi et pour empêcher la SWAPO de disposer de bases arrière dans le sud de l'Angola. La défection soudaine des États-Unis à l'opération sud-africaine, le soutien apporté par l'URSS pour amener en Angola des troupes cubaines (opération aéroportée Carlotta) et l'injonction faite par le gouvernement de Gerald Ford aux Sud-Africains de se retirer alors qu'ils sont aux portes de Luanda sauve le MPLA d'une défaite militaire certaine. L'armée sud-africaine se retire, mais elle apporte son soutien plus ou moins discret à l'UNITA ou pourchasse en Angola les guérilleros de la SWAPO.
Le 11 novembre 1975, le MPLA déclare l'indépendance du pays à partir de la capitale Luanda, et au même moment le Front national de libération de l'Angola (FNLA) et l'UNITA font, ensemble, la même déclaration à partir de la ville de Nova Lisboa (Huambo). Les combats entre les deux camps continuent et ont dorénavant le caractère d'une guerre civile.
Au cours des années 1980, Ronald Reagan soutient l'Afrique du Sud dans sa guerre.
Les deux puissances extérieures, Cuba et Afrique du Sud, jouent leur statut international dans ce conflit. Les Sud-Africains augmentent leurs moyens militaires ; Cuba envoie des renforts et obtient de l'URSS de la technologie militaire évoluée,.

## Déroulement de la bataille

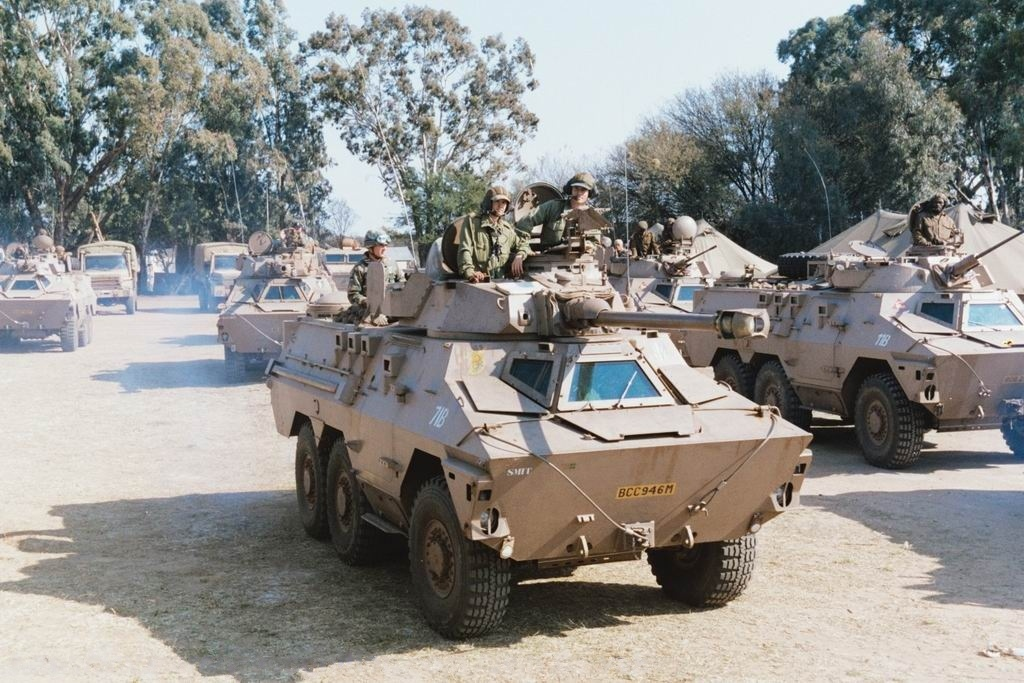
Blindé (Ratel 90) de l'armée sud-africaine.

### Forces en présence
7 000 soldats de l'armée sud-africaine participent à la bataille de Cuito Cuanavale, dont le 32e bataillon d'infanterie et le 67e bataillon mécanisé et des éléments de la SWATF (South West African Territorial Force ou forces territoriales du Sud-Ouest africain composées de soldats noirs, qui subissent les plus fortes pertes). L'armée sud-africaine (SADF) soutient un corps de 10 000 combattants de l'Unita face à 20 000 soldats angolais et 5 000 soldats des Forces armées révolutionnaires cubaines.
Les forces de l'Unita sont soutenues par la CIA ; les forces du MPLA sont soutenues par l'Union soviétique, qui fournit notamment la logistique ; elles sont peut être renforcées d'éléments des MK de l'ANC sud-africaine.
La bataille a souvent été décrite comme la plus importante bataille engagée sur le continent africain depuis la Seconde Guerre mondiale,,,,.

### Combats de 1987
Cuito Cuanavale est située dans le sud-est de l'Angola, sur une route importante ; dotée des installations d'une base aérienne de l'OTAN, c'est un point stratégique. Après une offensive victorieuse à l'été vers Mavinga et les camps de l'Unita, les forces gouvernementales angolaises sont obligées de se battre en retraite sous les bombardements sud-africains,,. La chute de la ville pouvait signifier l'éclatement en deux de l'Angola, mais l'armée sud-africaine n'exploite pas ses réussites et se contente d'assiéger mollement la ville. Ce délai permet à Cuba d'envoyer 1 500 hommes de troupes d'élite en renfort, portant à 55 000 hommes le total des forces cubaines engagées en Angola.

### La bataille
Les soldats de la SADF réussissent à détruire le pont de Cuito Cuanavale début janvier 1988, ce qui menace les approvisionnements des défenseurs de la ville. Le 13 janvier, les troupes de l'Unita et les Sud-Africains attaquent sous la pluie, pensant que les trombes d'eau empêcheraient les Mig-21 et 23 cubains de voler. Mais l'aviation cubaine profite de l'amélioration du temps dans la journée et détruit plusieurs blindés sud-africains.
La bataille se solde par un échec relatif de toutes les forces engagées, en dépit des proclamations de victoire des uns et des autres, et marque les limites de la solution militaire. Au nombre impressionnant de soldats angolais et cubains tués répond l'absence de conquête territoriale de l'Unita et de l'Afrique du Sud qui échouent à prendre la ville, et sont de plus forcés à battre en retraite.
Les Sud-Africains attaquent encore en février et mars les positions de Cuito Cuanavale, sans succès,,.

## Suites
L'échec sud-africain permet une offensive cubaine au sud-ouest de l'Angola, à la frontière avec la Namibie, à partir d'avril, les Mig-23 prenant l'avantage sur les Mirage sud-africains, fortement pénalisés par les armes anti-aériennes modernes soviétiques. L'Afrique du Sud subit là les contrecoups de l'embargo international sur les armes. La bataille de Calueque (27 juin) est décisive,.
Le gouvernement sud-africain de Pieter Botha est alors mis sur la sellette dans les médias sud-africains et par l'opinion publique sud-africaine à propos de l'engagement de ses forces armées dans un pays lointain ne menaçant pas directement sa sécurité nationale, engagement ayant entraîné la mort (officiellement) de trente-et-un soldats ainsi que des dépenses considérables.
Le Conseil sud-africain de sécurité nationale tergiverse alors entre une solution négociée et une guerre totale à l'issue incertaine contre l'Angola et la SWAPO (mouvement national namibien installé en Angola), nécessitant un investissement financier, humain et militaire important, pouvant aboutir dans le pire des cas au siège de la capitale angolaise et à une occupation militaire effective de la moitié du territoire. Au vu des contacts établis depuis 1985 avec la SWAPO, du soutien des États-Unis à la solution dite du « linkage » (indépendance de la Namibie contre retrait cubain d'Angola) et de l'avancement des négociations avec l'Angola entreprises depuis 1984, c'est la solution négociée qui logiquement l'emporte au sein du conseil de sécurité.
Le 20 juillet 1988, un accord en 14 points est trouvé entre l'Afrique du Sud, l'Angola et Cuba. Parmi ceux-ci, la mise en œuvre de la résolution 435 prévoyant des élections en Namibie sous le contrôle des Nations unies en contrepartie du repli du contingent cubain, l'Afrique du Sud gagnant ainsi un règlement commun des deux conflits.
Le protocole de Genève est signé le 5 août. Les 8 et 12 août, l'Afrique du Sud et la SWAPO, mouvement national namibien installé en Angola, acceptent la cessation des hostilités l'un envers l'autre et, le 22 août, l'accord de paix est signé entre l'Angola et l'Afrique du Sud à Ruacana.
Le secrétaire général de l'ONU, Javier Pérez de Cuéllar se rendit alors aux Union Buildings de Pretoria pour préparer l'accord de Brazzaville. L'arrangement adopté à Genève le 15 novembre 1988 et signé aux Nations unies, à New York, le 22 décembre, consacre le lien entre le retrait simultané et progressif des 55 000 soldats cubains de l'Angola et l'application de la résolution 435 des Nations unies sur l'indépendance de la Namibie. L'armée sud-africaine évacue rapidement le sud de l’Angola et commence son retrait de la Namibie. Le retrait cubain de l'Angola s'organise sur 27 mois selon le calendrier approuvé par le Conseil de Sécurité. Contraint par les événements, le congrès national africain, qui s'était replié sur l'Angola après la signature des accords de Nkomati entre l'Afrique du Sud et le Mozambique (1984), est obligé d'annoncer, le 10 janvier 1989, le retrait de ses bases militaires d'Angola.

## Débat sur le camp victorieux
Ce point ne fait pas consensus parmi les historiens. Un des points qui permettrait de départager les opinions, à savoir si l'état-major sud-africain avait l'intention de s'emparer de Cuito Cuanavale, est inconnu. Les généraux sud-africains affirment qu'ils n'en avaient pas l'intention, leurs objectifs étant d'empêcher une colonisation soviétique et d'infliger de sévères pertes au MPLA. Si c'est le cas, la bataille n'est pas une défaite pour les SADF. Pour l'inspecteur général des Finances Pierre Mayer, les négociateurs ont réussi à ce que toutes les parties sortent la tête haute du « marécage angolais ».
Le débat sur la signification de Cuito Cuanavale reste intense dans la mémoire des protagonistes. Pour les Angolais, les Cubains et les forces de gauche, la bataille est considérée comme historique puisqu'elle aurait mis fin à l'apartheid,. Ronnie Kasrils, membre fondateur de Umkhonto we Sizwe (MK), et Olara A. Otunnu considèrent que c'est une victoire défensive cubano-angolaise,. Nelson Mandela déclare : « Cuito Cuanavale a constitué un tournant de la lutte pour libérer le continent et notre pays du fléau de l’apartheid ! »,. L'Angola célèbre l'anniversaire de la bataille à partir de 1988, année où un monument commémoratif est élevé. La bataille est aussi commémorée à Cuba. Enfin, l'Afrique du Sud gouvernée par l'ANC élève à Pretoria, au sein du Freedom Park, le mur de Sikhumbhuto en mémoire de tous ceux qui ont combattu pour la liberté des Africains : les noms des Cubains et Angolais morts durant la bataille y figurent, alors que les noms des soldats sud-africains n'y sont pas gravés. En 2008, le vingtième anniversaire de la bataille a aussi été marqué par plusieurs évènements en Afrique du Sud. En 2009, en réaction au refus du gouvernement d'inscrire les noms de soldats morts pour leur pays au mémorial du Freedom Park, un mur du souvenir concernant tous les soldats sud-africains morts au service de la République d'Afrique du Sud entre le 31 mai 1961 et le 27 avril 1994 est inauguré dans l'enceinte du parc du Voortrekker Monument à Pretoria,. Pour Cuba, l'objectif d'assurer l'indépendance de l'Angola a été atteint.
Du côté de l'armée sud-africaine, la bataille est considérée comme une victoire sans importance. Selon le colonel Dean Ferreira, chef des opérations militaires de la SADF en Angola, « si la défaite pour l'Afrique du Sud signifie la mort de trente et un soldats, la perte de trois tanks, de cinq véhicules blindés et de trois avions, alors il y a bien une défaite. Si la victoire pour la FAPLA et les Cubains signifie la mort de 4 600 de leurs soldats, la perte de 94 tanks, de 100 véhicules blindés, de neuf avions et d'autres équipements militaires d'origine soviétique d'un montant estimé à 1 milliard de rands, alors ils ont gagné ». Selon Pierre Mayer, les Sud-Africains ont réussi à faire avaliser leur ancienne demande liant la décolonisation de la Namibie au retrait des forces cubaines de l'Angola, malgré l'opposition de la France. Ils en tirent aussi un intérêt stratégique, économique et financier. Pour le gouvernement sud-africain de Pieter Botha, les négociations qui suivent la bataille de Cuito Cuanavale sont l'occasion de relancer la diplomatie sud-africaine sur le continent et d'entamer un dialogue direct et officiel avec un certain nombre de dirigeants de pays africains. Le président sud-africain est durant la seule année 1988 reçu par le président Félix Houphouët-Boigny en Côte d'Ivoire, par le maréchal Mobutu Sese Seko au Zaïre, mais aussi par les présidents du Mozambique et du Malawi. Il reçoit également le roi Moshoeshoe II du Lesotho, peu suspect de sympathie pour Pretoria. L'Unita remporte elle aussi une victoire politique, car elle a réussi à déstabiliser le gouvernement du MPLA.
Quelle que soit l'armée victorieuse à Cuito Cuanavale, la suite des évènements permet un règlement négocié du conflit permettant l'indépendance de la Namibie en échange du retrait cubain d'Angola.

## Pour en savoir plus
- Christian Bader, La Namibie, Paris, Éd. Karthala, coll. « Méridiens », 1997, 239 p. (ISBN 978-2-865-37644-5, lire en ligne)
- (en) Piero Gleijeses, Visions of freedom: Havana, Washington, Pretoria and the struggle for southern Africa, 1976-1991, Chapel Hill, The University of North Carolina Press, 2013, 655 p. (ISBN 978-1-469-60968-3, lire en ligne).
- (en) Piero Gleijeses, Conflicting missions : Havana, Washington, and Africa, 1959-1976, Chapel Hill, University of North Carolina Press, coll. « Envisioning Cuba », 2002, 552 p. (ISBN 978-0-807-82647-8, lire en ligne).
- (en) Leopold Scholtz, The Battle of Cuito Cuanavale : Cold War Angolan Finale, 1987-1988, Solihull, West Midlands, England, Helion & Company Limited, coll. « Africa@War » (no 26), 2016, 64 p. (ISBN 978-1-912-17433-1)